# Гарсия, Фернандо Луис
Фернандо Луис Гарсия (14 октября 1929 – 5 сентября 1952) – рядовой первого класса Корпуса морской пехоты США, участник Корейской войны. Погиб в сражении за высоту Бункер-хилл  и был посмертно награждён медалью Почёта. Он был первым из девяти пуэрториканских военнослужащих, награжденных медалью Почёта, и единственным морским пехотинцем пуэрториканцем, награждённым этой медалью.

## Биография
Гарсия (имя при рождении Фернандо Луис Гарсия Ледесма) – родился в Утуадо, Пуэрто-Рико, где получил образование. Получил работу клерком в Texas Company и переехал в Сан-Хуан (Пуэрто-Рико).
Гарсия вступил в ряды морской пехоты 19 сентября 1951 года. Прошёл рекрутскую подготовку на базе Пэрис-айленд, штат Южная Каролина. По окончании учебного лагеря он был повышен в звании до рядового первого класса и отправлен на базу Кэмп-Леджен, штат Северная Каролина для прохождения дальнейшей подготовки. В марте 1952 года он был отправлен в Корею.
Гарсия служил в роте I третьего батальона пятого полка, первой дивизии морской пехоты. В ночь на 5 сентября 1952 года его рота находилась на аванпосту «Брюс» в 1,6 км от вражеских линий близ высоты Бункер-хилл. Китайские солдаты пошли в атаку при поббержке артиллерии и миномётов. Гарсия был ранен и получал ручные гранаты от исполняющего обязанности сержанта взвода, когда рядом с ними упала вражеская граната. Гарсия накрыл гранату своим телом, пожертвовав собой ради своего товарища (который тоже был ранен взрывом). Гарсия погиб на месте и был посмертно награждён медалью Почёта.
Тело Гарсии так и не было никогда найдено.

## Наградная запись к медали Почёта
25 октября 1953 года родителям Гарсии была вручена его медаль Почёта на церемонии, состоявшейся в мэрии Утуадо.

Президент Соединённых Штатов от имени Конгресса США с гордостью вручает посмертно МЕДАЛЬ ПОЧЁТА:
РЯДОВОМУ ПЕРВОГО КЛАССА ФЕРНАНДО  Л. ГАРСИА
КОРПУС МОРСКОЙ ПЕХОТЫ СОЕДИНЁННЫХ ШТАТОВ
За выдающуюся храбрость и бесстрашие, проявленные с риском для жизни сверх служебного долга во время службы в составе роты I третьего батальона пятого полка морской пехоты первой (усиленной) дивизии морской пехоты в боях против вражеских сил  агрессора в Корее в 5 сентября, 1952 года. Участвуя в обороне боевого аванпоста, расположенного более чем в одной миле от главной линии сопротивления, во время жестокой ночной атаки фанатичных сил противника, применявших гранаты, миномёты и артиллерию, рядовой первого класса Гарсия, хотя и страдал от болезненных ран, двинулся сквозь плотный вражеский огонь к пункту снабжения, чтобы получить больше ручных гранат. Быстро среагировав, когда рядом упала вражеская граната, поставив под угрозу жизнь другого морпеха, а также его собственную, он без колебаний решил пожертвовать собой и сразу же бросился на смертоносный снаряд, приняв на себя всю мощь взрыва. Своей великой личной доблестью и хладнокровием перед лицом почти верной смерти он поддержал и укрепил лучшие  традиции военно-морской службы Соединённых Штатов. Он храбро отдал свою жизнь за свою страну.
Оригинальный текст (англ.)
The President of the United States in the name of U.S. Congress takes pride in presenting the MEDAL OF HONOR posthumously to:
PRIVATE FIRST CLASS FERNANDO L. GARCIA
UNITED STATES MARINE CORPS
For conspicuous gallantry and intrepidity at the risk of his life above and beyond the call of duty while serving as a member of Company I, Third Battalion, Fifth Marines, First Marine Division (Reinforced), in action against enemy aggressor forces in Korea on September 5, 1952. While participating in the defense of a combat outpost located more than one mile forward of the main line of resistance during a savage night attack by a fanatical enemy force employing grenades, mortars and artillery, Private First Class Garcia, although suffering painful wounds, moved through the intense hall of hostile fire to a supply point to secure more hand grenades. Quick to act when a hostile grenade landed nearby, endangering the life of another Marine, as well as his own, he unhesitatingly chose to sacrifice himself and immediately threw his body upon the deadly missile, receiving the full impact of the explosion. His great personal valor and cool decision in the face of almost certain death sustain and enhance the finest traditions of the United States Naval Service. He gallantly gave his life for his country.

## Награды и знаки отличия
| A light blue ribbon with five white five pointed stars |  |                                                         |
|                                                        |  | Бронзовая звезда за службу · Бронзовая звезда за службу |
|                                                        |  |                                                         |

| 1st row | Медаль Почёта                             | Пурпурное сердце                        | Боевая ленточка                                                                  |
| 2nd row | Благодарность части Военно-морского флота | Медаль «За службу национальной обороне» | Медаль «За службу в Корее» с двумя 3/16-дюймовыми бронзовыми звёздами за службу. |
| 3rd row | Благодарность президента Республики Корея | Медаль «За службу ООН в Корее»          | Медаль «За службу на Корейской войне»                                            |

## Память
- На Национальном кладбище Пуэрто-Рико в городе Баямон, Пуэрто-Рико, есть надгробие с именем Гарсии[6].
- 5 февраля 1959 года командование Корпуса морской пехоты назвало военный лагерь во Вьекес, Пуэрто-Рико в честь Гарсии (Кэмп-Гарсия)[7].
- Командование ВМФ США назвало тип эсминцев и головной корабль этого типа в честь Гарсия[8].
- Имя Гарсии выбито на Монументе памяти (El Monumento de la Recordación) посвящённом памяти павших пуэрториканских солдат, размещённом напротив Кэпитол-билдинг в Сан-Хуане, Пуэрто-Рико.
- Имя Гарсии также выбит на «Стене пропавших» расположенной на National Memorial of the Pacific в Гонолулу, Гавайи где отдаётся дань памяти тем награждённым медалями Почёта, чьи тела так и не были найдены.[9]
- В его родном городе Утуадо, Пуэрто-Рико установлен памятник, увековечивающий подвиг Гарсии
- 11 ноября 2008 года правительство Пуэрто-Рико представило в Ротонде Капитолия портрет рядового Фернандо Луиса Гарсии, написанный маслом[10].
- Пост Американского легиона № 42 в  Утуадо, Пуэрто-Рико назван в честь Гарсии а также проект бюджетного жилья[11][12].